# T.37
Die ITU-T-Empfehlung T.37 mit dem englischen Titel Procedures for the transfer of facsimile data via store-and-forward on the Internet (zu Deutsch Verfahren für die Übertragung von Telefax-Daten mittels Speichern-und-Weiterreichen (sog. Teilstreckenverfahren) im Internet) spezifiziert ein Netzwerkprotokoll zur Übertragung von Fax-Nachrichten in einem Store-and-Forward-Modus. Das Fax wird in einer TIFF-Datei per E-Mail übertragen.
Die Empfehlung wurde 1998 erarbeitet und beinhaltet den damals erreichten Stand, sodass nicht alle Leistungsmerkmale von Faxgeräten der Gruppen 3 und 4, die statt des Internets das PSTN oder das ISDN nutzen, berücksichtigt sind. Es ist zusammen mit der Empfehlung T.38 eine Basisempfehlung zur Übertragung von Faxen über das Internet. Zurzeit arbeitet ITU-T an Verbesserungen, wobei das Arbeitsprogramm unter anderem Folgendes umfasst:
- neue Modulationsverfahren,
- neue Kodierungsverfahren wie JPEG 2000,
- Farbfaxe.

Ein wesentlicher Punkt der Arbeiten sind außerdem Qualitätsaspekte.

## Verwendung der unterschiedlichen TIFF-Formate in der Praxis
Bei Schwarz-Weiß-Dokumenten kann TIFF-S oder TIFF-F, bei farbigen Dokumenten TIFF-J, TIFF-C, TIFF-L oder TIFF-M verwendet werden. Die Mehrzahl der Faxgeräte mit T.37 verfügten über einen Schwarz-Weiß-Scanner. Da auch heute noch die Mehrzahl der T.37-kompatiblen Faxgeräte mit einem Schwarz-Weiß-Druckwerk ausgestattet sind, wird aus Kompatibilitätsgründen TIFF-S oder TIFF-F bevorzugt verwendet. Diese Formate können von fast allen T.37-Faxgeräten ausgedruckt werden.
Farb-TIFF spielt eine untergeordnete Rolle, da die Implementierung und der Support kostenintensiv sind. Weiterhin konnte sich Farb-Tiff am Markt nicht durchsetzen, da nur wenige Hersteller Farb-TIFF in Kombination mit T.37 anbieten oder angeboten haben.